# Experimental Advanced Superconducting Tokamak

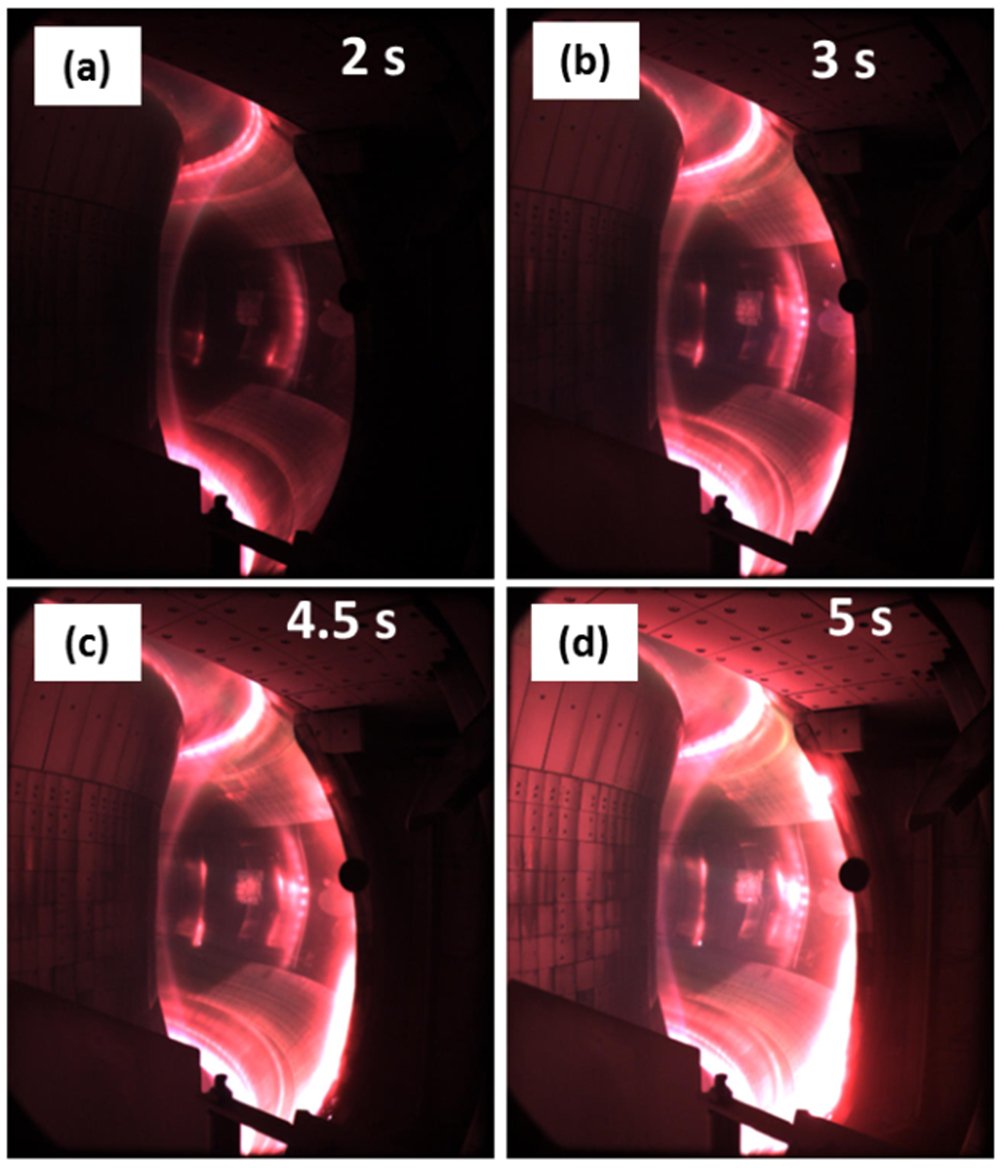
Plasma à l'EAST

L'Experimental Advanced Superconducting Tokamak ou EAST (en français : tokamak supraconducteur avancé expérimental ; en chinois : 先进实验超导托卡马克实验装置), désigné en interne par HT-7U (ou 人造太阳, 东方超环), est un réacteur tokamak supraconducteur à fusion par confinement magnétique expérimental situé dans le Hefei, en Chine. Les instituts de sciences physiques de Hefei mènent l'expérience pour l'Académie chinoise des sciences. Il fonctionne depuis 2006. 
C'est le premier tokamak à utiliser des aimants supraconducteurs toroïdaux et poloïdaux. Il vise des impulsions plasma allant jusqu'à 1 000 secondes. 
Il remplace le réacteur HT-7, et sera suivi dans les années 2020 par China Fusion Engineering Test Reactor.

## Historique
EAST a suivi le premier dispositif tokamak supraconducteur de Chine, baptisé HT-7, construit par l'Institut de physique du plasma en partenariat avec la Russie au début des années 1990. 
Le projet a été proposé en 1996 et approuvé en 1998. Selon un calendrier de 2003 bâtiments et installations du site devaient être construits l'année même, et l'assemblage du Tokamak devait avoir lieu de 2003 à 2005. 
La construction s'est achevée en mars 2006 et le 28 septembre 2006, le « premier plasma » a été réalisé. 
Selon les rapports officiels, le budget du projet est de 300 millions de yuans (environ 37 millions de dollars), soit environ 1/15 à 1/20 du coût d'un réacteur comparable construit dans d'autres pays.  

### Phase I
Le 28 septembre 2006, le premier plasma a été réalisé — le premier test a duré près de trois secondes et a généré un courant électrique de 200 kiloampères.  
En janvier 2007, « le réacteur créait un plasma d'une durée de près de cinq secondes et générant un courant électrique de 500 kiloampères ».  
Le 7 novembre 2010, EAST a réalisé son premier plasma en mode H par LHW seul. 
En mai 2011, EAST est devenu le premier tokamak à maintenir avec succès le plasma en mode H pendant plus de 30 secondes à ~ 50 millions de kelvin.

### Phase II
Le 29 novembre 2011, la cérémonie d'inauguration du projet de système de chauffage auxiliaire EAST a eu lieu, signifiant l'entrée d'EAST dans la « Phase II ».
Le 19 mai 2014, après une interruption de mise à niveau de près de vingt mois depuis septembre 2012, EAST était prêt pour la première série d'expériences en 2014. 
En mai 2015, EAST atteignait des courants de 1 MA en mode H pendant 6,4 secondes.  
En février 2016, une impulsion de plasma a été maintenue pendant un record de 102 secondes à environ 50 millions de kelvin. Courant de plasma de 400 kA et densité d'environ 2,4 x 10 19 / m 3 avec une température qui augmente lentement.  
Le 2 novembre 2016, EAST est devenu le premier tokamak à maintenir avec succès le plasma en mode H pendant plus d'une minute à environ 50 millions °C. 
Le 3 juillet 2017, EAST est devenu le premier tokamak à maintenir avec succès le plasma en mode H pendant plus de 100 secondes à environ 50 millions °C. 
Le 12 novembre 2018, EAST a franchi le cap des 100 millions de °C.
En Juin 2021, EAST  a battu le record mondial avec 120 millions de °C pendant 101 secondes, et 160 millions de degrés pendant 20 secondes.
En décembre 2021, EAST a battu le record mondial avec 70 millions de degrés C pendant plus de 17 minutes (1056 secondes).
Le 28 avril 2023, EAST est le premier à maintenir avec succès un plasma en mode H pendant 403 secondes. 

## Objectifs en physique
La Chine est membre du consortium ITER, et EAST est un banc d'essai pour les technologies ITER. EAST a été conçu pour tester : 
- les électroaimants supraconducteurs du champ poloïdal en niobium-titane, ce qui en fait le premier tokamak avec des aimants toroïdaux et poloïdaux supraconducteurs ;
- l'entraînement de courant non inductif (anglais: Non-inductive current drive) ;
- les impulsions jusqu'à 102 secondes avec un courant plasma de 0,5 MA ;
- le contrôle des instabilités du plasma grâce à des diagnostics en temps réel ;
- les matériaux pour le divertor et les composants face au plasma  (anglais: Materials for diverters and plasma facing components) ;
- le fonctionnement avec β N = 2 et facteur de confinement H 89 > 2.

## Paramètres du tokamak

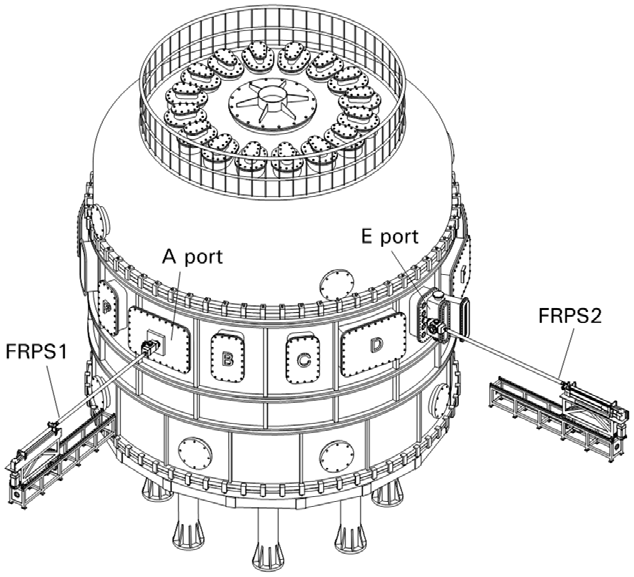
Croquis technique de l'EAST.

| Champ toroïdal, B t                                       | 3,5 T                                                        |
| Courant plasma, I P                                       | 1,0 MA                                                       |
| Grand rayon, R 0                                          | 1,85 m                                                       |
| Rayon mineur, un                                          | 0,45 m                                                       |
| Rapport d'aspect, R / a                                   | 4.11                                                         |
| Allongement, κ                                            | 1,6–2                                                        |
| Triangularité, δ                                          | 0,6-0,8                                                      |
| Chauffage par résonance cyclotronique ionique (ICRH)      | 3 MW                                                         |
| Courant hybride inférieur (LHCD)                          | 4 MW                                                         |
| Chauffage par résonance cyclotronique électronique (ECRH) | Aucun actuellement (0,5 MW prévu)                            |
| Injection de faisceau neutre (NBI)                        | Aucun actuellement (prévu)                                   |
| Durée d'impulsion                                         | 1 à 1000 s                                                   |
| Configuration                                             | Divertor à double nul Limiteur de pompe Diverteur nul unique |